# Paramètre du slow-roll
Pour les articles homonymes, voir Paramètre (homonymie).
Le terme de paramètre du slow-roll est utilisé en cosmologie pour décrire les conditions sous lesquelles l'univers peut avoir connu une longue phase d'expansion accélérée au cours de son histoire ancienne. Ce phénomène, fortement suggéré par un ensemble d'observations simples (en particulier le fait que l'univers soit aujourd'hui homogène et isotrope), est en général implémenté dans le cadre des modèles dits d'inflation cosmique. Ces modèles supposent que l'univers primordial a à un moment donné de son histoire été composé d'une forme de matière appelée champ scalaire. Sous certaines conditions, ce champ scalaire peut se comporter de façon extrêmement semblable à une constante cosmologique, et causer une phase d'expansion accélérée de l'univers. Pour cela, le champ scalaire doit satisfaire à certaines conditions dites de « roulement lent », ou de slow-roll en anglais. Ces conditions peuvent être traduites en termes de nombre sans dimension faisant intervenir le champ, appelés paramètres du slow-roll. Ces paramètres sont mesurables observationnellement, ce sont donc des paramètres cosmologiques.
La valeur des paramètres du slow-roll influe sur la dynamique de l'expansion de l'univers pendant la phase d'inflation. Elle influe également sur la génération des fluctuations de densité qui se produit lors de la phase d'inflation. Ceci influence en retour l'ensemble du processus de formation des grandes structures de l'univers, et peut donc être observé par l'intermédiaire des grands relevés ou de catalogues de galaxies tels le 2dFGRS ou le Sloan Digital Sky Survey, ou alors par l'étude des anisotropies du rayonnement fossile. Les paramètres du slow-roll sont ainsi confrontables aux observations. La cohérence de celles-ci permet alors de valider la cohérence interne de ses modèles.